# علامة زورو (فلم 1920)
علامة زورو (بالإنجليزية: The Mark of Zorro) فيلم مغامرات أمريكي صامت عن قصة البطل زورو، من بطولة دوغلاس فيربانكس ونوح بيري.

## روابط خارجية
- علامة زورو على موقع IMDb (الإنجليزية)
- علامة زورو على موقع الموسوعة البريطانية (الإنجليزية)
- علامة زورو على موقع روتن توميتوز (الإنجليزية)
- علامة زورو على موقع نتفليكس (الإنجليزية)
- علامة زورو على موقع ألو سيني (الفرنسية)
- علامة زورو على موقع أول موفي (الإنجليزية)
- علامة زورو على موقع فيلمافينيتي (الإسبانية)
- علامة زورو على موقع قاعدة بيانات الفيلم (الإنجليزية)
- علامة زورو على موقع ليتربوكسد (الإنجليزية)
- علامة زورو على موقع كينوبويسك (الروسية)